# Camillo Mastrocinque
Camillo Mastrocinque, né à Rome le 11 mai 1901, où il est mort le 23 avril 1969, est un scénariste et réalisateur italien. Il s'est aussi produit comme acteur.

## Biographie
Tout jeune, Camillo Mastrocinque est attiré par le cinéma. Il collabore aux décors du Ben-Hur de 1925 et il tourne deux films d'horreur sous le pseudonyme de Thomas Miller. Il vit ensuite en France, où il est principalement scénariste, puis revient en Italie comme assistant réalisateur. Son passage derrière la caméra se produit en 1937 avec Regina della Scala. Il a réalisé 65 films, principalement de genre comique.
Dans sa carrière il a dirigé des acteurs italiens de renom, tels :
- Renato Rascel (Attanasio cavallo vanesio en 1952 et Alvaro piuttosto corsaro en 1953) ;
- Totò (Siamo uomini o caporali en 1955, Totò all'inferno la même année, Totò, Peppino e la malafemmina en 1956, Totò lascia o raddoppia? en 1958 et Tototruffa '62 en 1961) ;
- Vittorio De Sica (Dites 33 ou Totò, Vittorio e la dottoressa en 1957) ;
- Nino Manfredi et Ugo Tognazzi (I motorizzati en 1962) ;
- Walter Chiari (La più bella coppia del mondo en 1968).

Il a aussi travaillé pour la télévision avec Stasera Fernandel en 1964 et Le avventure di Laura Storm en 1965.

## Filmographie partielle

### Comme scénariste
- 1949 : Au nom de la loi (In nome della legge) de Pietro Germi

### Comme acteur
- 1949 : Au nom de la loi (In nome della legge) de Pietro Germi
- 1963 : Les filous font la loi (Gli imbroglioni) de Lucio Fulci